# PIM-35
PIM-35，化学名5-甲氧基吲哚-2-甲胺（英語：5-methoxyindolyl-2-methylamine），分子式C10H12N2O，属于吲哚衍生物，与血清素（5-羟色胺）结构上类似，可作为血清素再摄取抑制剂用于抗抑郁药研究。